# La bella addormentata

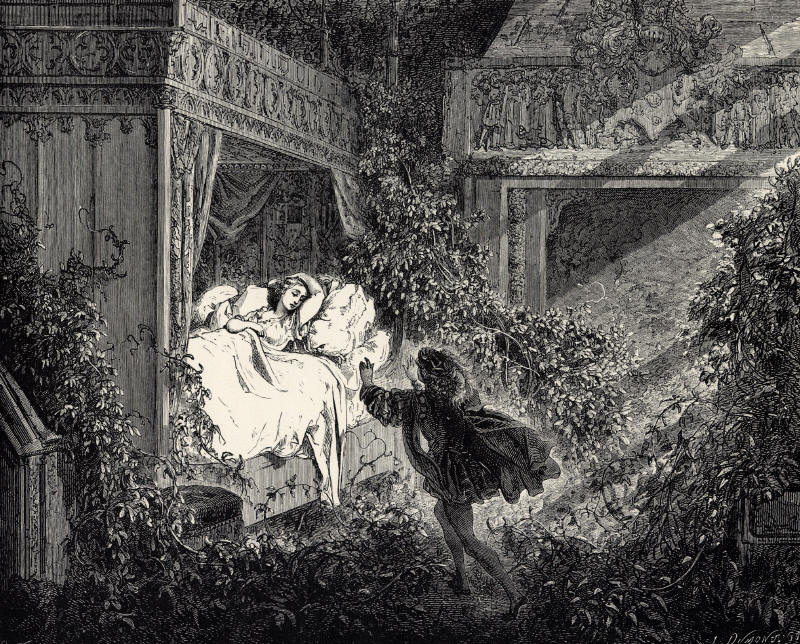
La bella addormentata nel bosco, illustrazione di Gustave Doré del 1867.

La bella addormentata, nota anche come La bella addormentata nel bosco (in francese: La Belle au bois dormant) o Rosaspina (in tedesco: Dornröschen), è una celebre fiaba tradizionale europea. La fiaba antesignana è da ricondurre a Giambattista Basile ma viene ricordata soprattutto nella versione di Charles Perrault (ne I racconti di Mamma Oca, 1697), in quella dei fratelli Grimm (ne Le fiabe del focolare, 1812) e attraverso il celebre omonimo adattamento cinematografico a disegni animati di Walt Disney, La bella addormentata nel bosco (Sleeping Beauty, 1959).

## Fonti

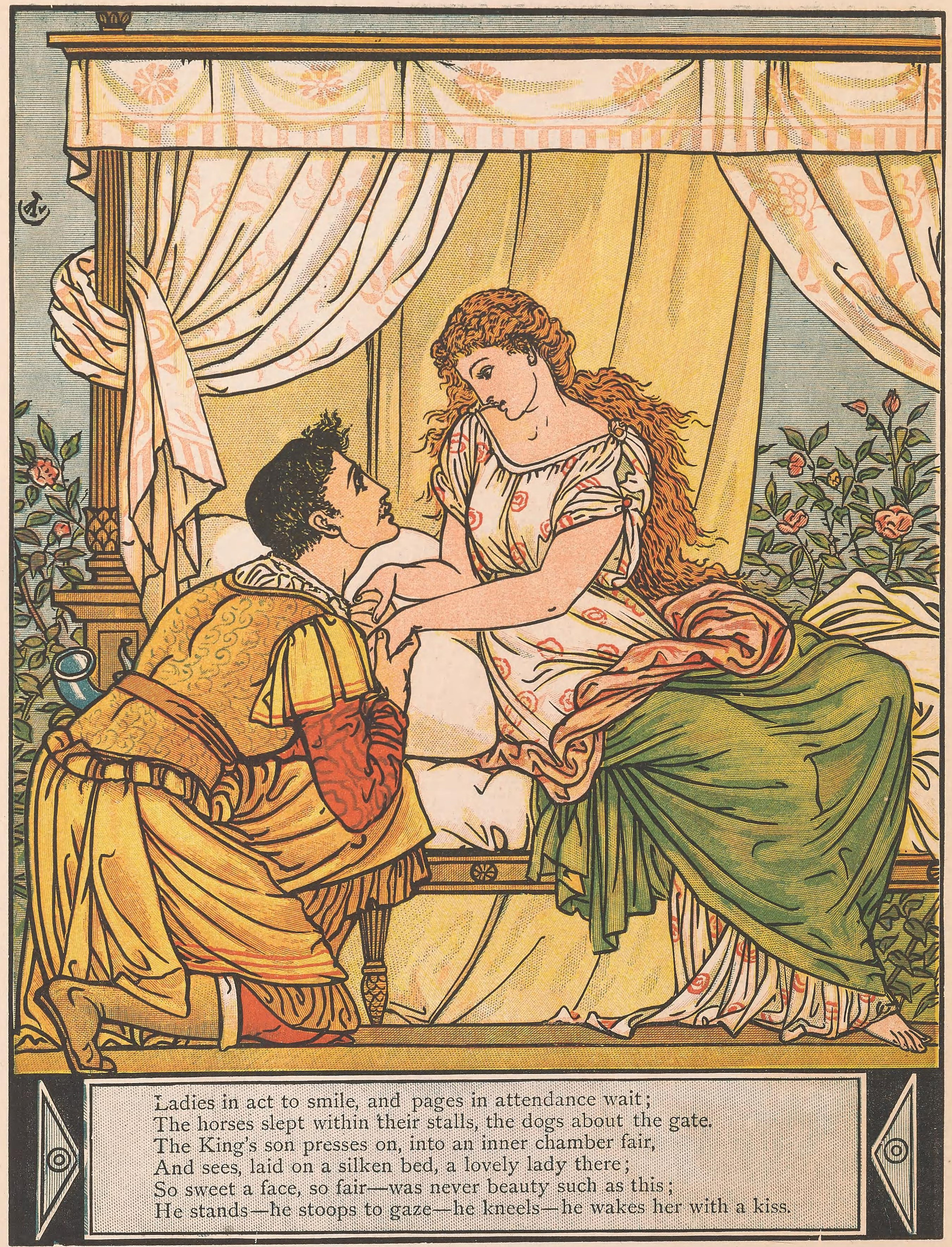
Il risveglio della principessa, incisione di Walter Crane.

Come molte fiabe tradizionali, La bella addormentata esiste in numerose varianti; gli elementi essenziali della trama sono talmente diffusi da potersi considerare un tema ricorrente del folklore. Nella classificazione Aarne-Thompson, questo tema è identificato dal numero 410.
Alcuni elementi della fiaba sono riscontrabili nel mito scandinavo delle norne e in quello greco di Meleagro, nonché nella vicenda di Brunilde, la valchiria addormentata della Saga dei Volsunghi. L'archetipo letterario della fiaba è ravvisabile nel roman di Perceforest del 1340, ambientato all'epoca dei Greci e dei Troiani, incentrato sulla principessa Zellandine, innamorata di Troylus. Il padre della principessa mette il giovane alla prova per verificare se è degno di sua figlia, e, non appena egli è partito, Zellandine cade in un sonno incantato. Al suo ritorno, Troilo la trova addormentata e la mette incinta nel sonno. Quando il bambino nasce, è lui a risvegliare la madre, rimuovendo il filo di lino che causava il suo sonno. Alla fine Troylus sposa Zellandine.
La successiva versione Sole, Luna e Talia del Pentamerone di Giambattista Basile (1634), la prima che si possa definire una fiaba in senso stretto, contiene riferimenti diretti alla deflorazione, allo stupro, alla fedeltà coniugale e altri temi adatti al pubblico di aristocratici adulti cui si rivolgeva lo scrittore napoletano. Nel Pentamerone il sonno non è frutto di un incantesimo ma di una profezia, il principe (come nel Perceforest) non bacia la principessa ma la violenta, ed è uno dei due figli risultanti dall'atto sessuale a risvegliarla. Non si è accertato se Basile conoscesse il Perceforest o se avesse semplicemente ripreso dalla voce popolare temi folklorici diffusi in Basilicata. Nella sua versione, il castello del re, con il suo cortile e le sue fascine pronte ad essere arse nel camino, è ridotto all'apparenza di una modesta fattoria, mentre il numero dei valletti e servitori è ridotto a un segretario e un cuoco.
Alla versione pubblicata ne I racconti di Mamma Oca (1697) di Charles Perrault, La bella addormentata nel bosco (La belle au bois dormant), si deve il titolo con cui oggi la fiaba viene comunemente indicata. Perrault, che prese il tema da Sole, Luna e Talia, lo edulcorò notevolmente: avendo dedicato le sue fiabe ad una dama e avendole date alle stampe rivolto ad un pubblico dell'alta borghesia, cercò di rimuovere dalla fiaba ogni aspetto perturbante per enfatizzare valori morali quali la pazienza e la passività della donna.
Una versione parzialmente simile, nella prima parte, a quella di Perrault si trova ne Le fiabe del focolare (Kinder- und Hausmärchen) (1812) dei fratelli Grimm al numero 50, col titolo Rosaspina (Dornröschen). La versione dei Grimm corrisponde a quella di Perrault solo fino al risveglio della principessa; questa parte è anche quella più nota al pubblico moderno e corrisponde alla versione Disney.
Italo Calvino, nella raccolta Fiabe italiane (1956), descrive e cataloga molte altre versioni del tema, fra cui La bella addormentata e i suoi figli.

## Trama

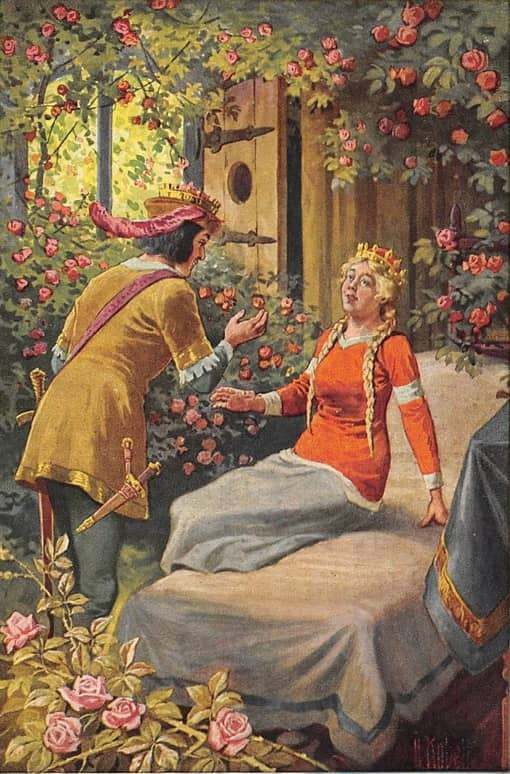
Otto Kubel (1868 – 1951).

### Versione di Charles Perrault
Per celebrare il battesimo della tanto sospirata figlioletta, un Re e una Regina invitano le sette fate del regno affinché le facciano da madrina. Ognuna delle fate dona qualcosa alla neonata: chi la bellezza, chi la saggezza, chi il talento musicale. Sopraggiunge un'anziana fata malvagia, che non era stata invitata poiché creduta morta, e per vendicarsi dell'onta infligge alla bambina una maledizione: non appena sarà cresciuta verrà uccisa da un fuso. Una delle fate buone, pur non potendo annullare l'incantesimo, lo mitiga, trasformando la condanna a morte in quella di 100 anni di sonno, da cui la principessa potrà essere svegliata solo dall'arrivo di un principe. Per impedire che la profezia si compia, il Re bandisce gli arcolai dal suo regno; ma la principessa, all'età di 15 o 16 anni, per caso incontra una vecchia che sta filando e il suo fato si compie. La fata buona, sopraggiunta per aiutare la sua figlioccia, fa addormentare insieme alla principessa l'intera corte, tranne il Re e la Regina, che dopo aver detto addio per sempre alla figlia lasciano il castello. Nel giro di pochi minuti, il castello incantato si copre di una fitta foresta, tale da impedire a chiunque di penetrarvi. Dopo 100 anni un principe giunge al castello, e miracolosamente la boscaglia si apre dinnanzi a lui. Il principe trova la principessa, e se ne innamora a prima vista. Il suo arrivo la risveglia.
Nella seconda parte della storia, che non compare nella versione dei Grimm e in altre successive, il principe sposa la principessa e ha da lei due figli, una femmina e un maschio, Aurora e Giorno. Egli tuttavia nasconde il suo matrimonio e i suoi frutti alla madre, che discende da una famiglia di orchi divoratori di bambini. Quando in seguito alla morte del padre il principe, ormai diventato re, porta a casa la sua famiglia, l'orchessa decide di sterminarla. Mentre il re è in guerra l'orchessa ordina che i suoi nipoti le siano serviti per cena. Il cuoco salva i piccoli con un inganno, servendo alla padrona un agnello invece del bambino e una capretta invece della sorella. Quando la padrona chiede che venga servita la principessa, ancora il cuoco la inganna servendo del cervo. Scoprendo infine l'inganno dopo aver sentito il piccolo Giorno piangere dal suo nascondiglio, l'orchessa si prepara a uccidere la principessa e i suoi figli gettandoli in un cortile fatto appositamente riempire di vipere e altre creature velenose. Il rientro repentino del re, però, manda a monte i suoi piani: l'orchessa, scoperta, si suicida gettandosi fra le vipere.

### Versione dei Fratelli Grimm
Un Re e una Regina desideravano da tempo un figlio. Infine, una rana (fino alla seconda edizione un granchio) profetizza alla Regina la nascita di una principessa. Dodici sagge fate vengono invitate alla festa per benedire la ragazza, ma una tredicesima fata viene ignorata in mancanza di un piatto d'oro per lei. La fata irrompe alla festa e maledice la principessa, condannandola a morire pungendosi con un fuso a 15 anni. Ma una delle fate che non aveva ancora dato la sua benedizione, mitiga la morte in un sonno centenario. Il Re fa bruciare tutti i fusi. All'età di quindici anni, in assenza dei genitori, la principessa trova una vecchia che fila nella torre del castello, prende il fuso, si punge e si addormenta. In quell'istante anche tutte le altre persone nel castello si addormentano, mentre tutt'intorno a esso cresce una fitta rete di rovi. Si diffonde la storia della principessa, nota come Rosaspina, ma i principi che tentano di raggiungerla muoiono miseramente tra le spine. Passati cento anni, un principe viene a conoscenza della storia, e una volta recatosi nei pressi del castello, i rovi ormai fioriti lo lasciano entrare. Rosaspina si sveglia con un bacio del principe e con lei tutti gli abitanti del castello, che festeggiano subito le nozze dei due giovani.

## Nomi dei protagonisti

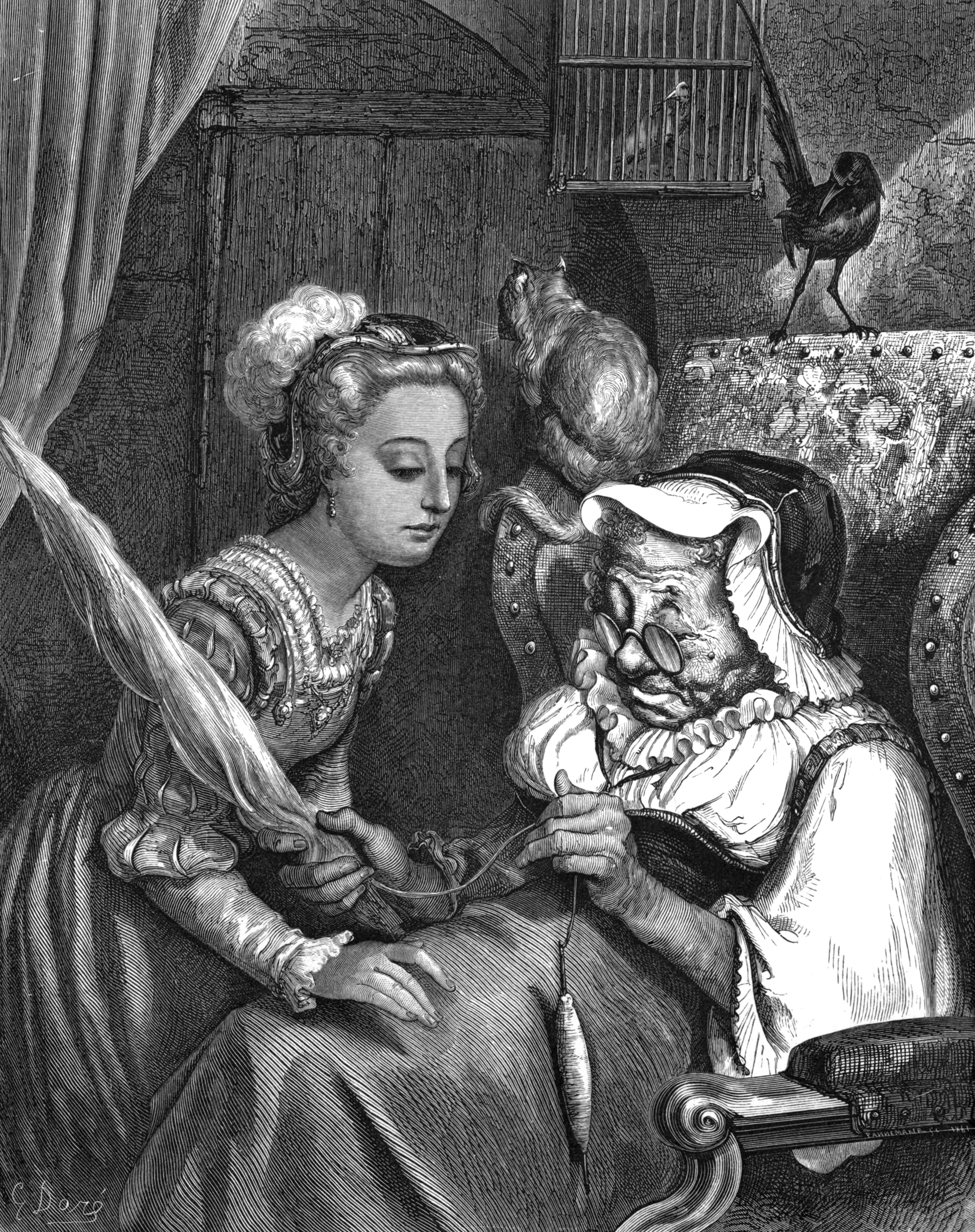
La principessa sul punto di pungersi con il fuso.

La protagonista cambia il suo nome a seconda della versione. In Il Sole, la Luna e Talia, si chiama Talia (il Sole e la Luna sono i suoi bambini). Perrault non le dà un nome, definendola semplicemente «la princesse» e chiama invece sua figlia «Aurore». Ivan Aleksandrovič Vsevoložskij, per il balletto creato da Marius Petipa con la musica di Pëtr Il'ič Čajkovskij (1890), trasferisce questo nome dalla figlia alla madre e chiama Aurora la principessa, come farà poi Walt Disney (non a caso anche le musiche del film sono tratte dal balletto di Čajkovskij). Nella versione dei Grimm la principessa è invece chiamata Rosaspina (con riferimento ai cespugli di rovi che circondano il castello durante il suo sonno centenario, rendendola irraggiungibile); questo nome però le viene attribuito non dai genitori, ma dal popolo, quando, con il passare degli anni, ella si trasforma in una figura leggendaria. Anche questo soprannome sarà utilizzato nel film Disney, nella parte del film (del tutto inesistente nelle fiaba tradizionale) in cui Aurora è nascosta nel bosco dalle fate.
Lo stesso avviene per l'antagonista principale, la fata cattiva. Nelle prime versioni della fiaba non ha nome. Nel balletto essa prende il nome di Carabosse (/karaˈbɔs/), mentre nell'adattamento Disney e nelle altre opere da esso derivate, è denominata Malefica.

## Analisi psicanalitica
Bruno Bettelheim, nella sua opera Il mondo incantato: uso, importanza e significati psicoanalitici delle fiabe, vede nella trama di questa fiaba un percorso iniziatico, un tentativo di preparare i bambini e le bambine ai cambiamenti che arriveranno.
Nonostante le attenzioni dei genitori e i doni delle madrine, la piccola principessa è fin dalla sua nascita condannata al proprio destino, ossia alla maledizione dell'adolescenza. Questa maledizione, marcata dal sangue che cola (allusione all'arrivo del menarca) ha una origine ancestrale, simboleggiata dalla estrema vecchiezza della fata malvagia. Soltanto il principe azzurro potrà risvegliarla dal suo sonno, aprendola all'amore. Il principe non è che una figura accessoria, mentre il racconto espone tutte le fasi della vita di una donna: l'infanzia, l'adolescenza e la giovinezza, rappresentate dalla principessa, l'età adulta e la fecondità rappresentata dalla madre, e la vecchiaia incarnata dalla fata malvagia. La foresta di rovi viene interpretata come la verginità della fanciulla, che causa timore reverenziale (quando non terrore ancestrale) nell'uomo, ma che al tempo stesso si scioglie senza problemi all'arrivo del giusto partner.

## Arte e adattamenti vari

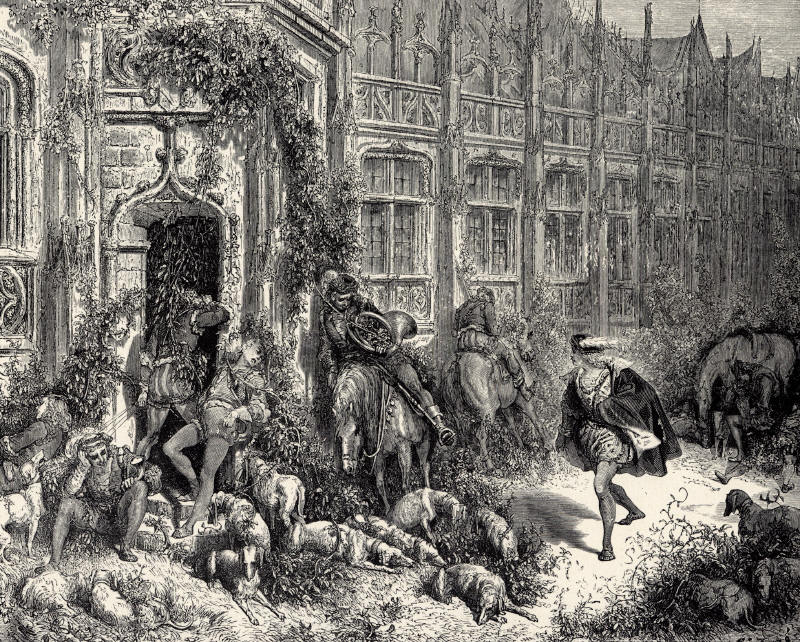
Il principe scopre il castello addormentato.

### Scultura
- La bella addormentata (Dornröschen), 1878, scultura di Louis Sussmann-Hellborn.

### Balletto
- La bella addormentata (Spjaščaja krasavica), 1890, libretto di Ivan Aleksandrovič Vsevoložskij, coreografia di Marius Petipa su musica di Pëtr Il'ič Čajkovskij.

### Opera
- La bella addormentata nel bosco, opera lirica del 1922, composta da Ottorino Respighi, su libretto di Gianni Bistolfi.

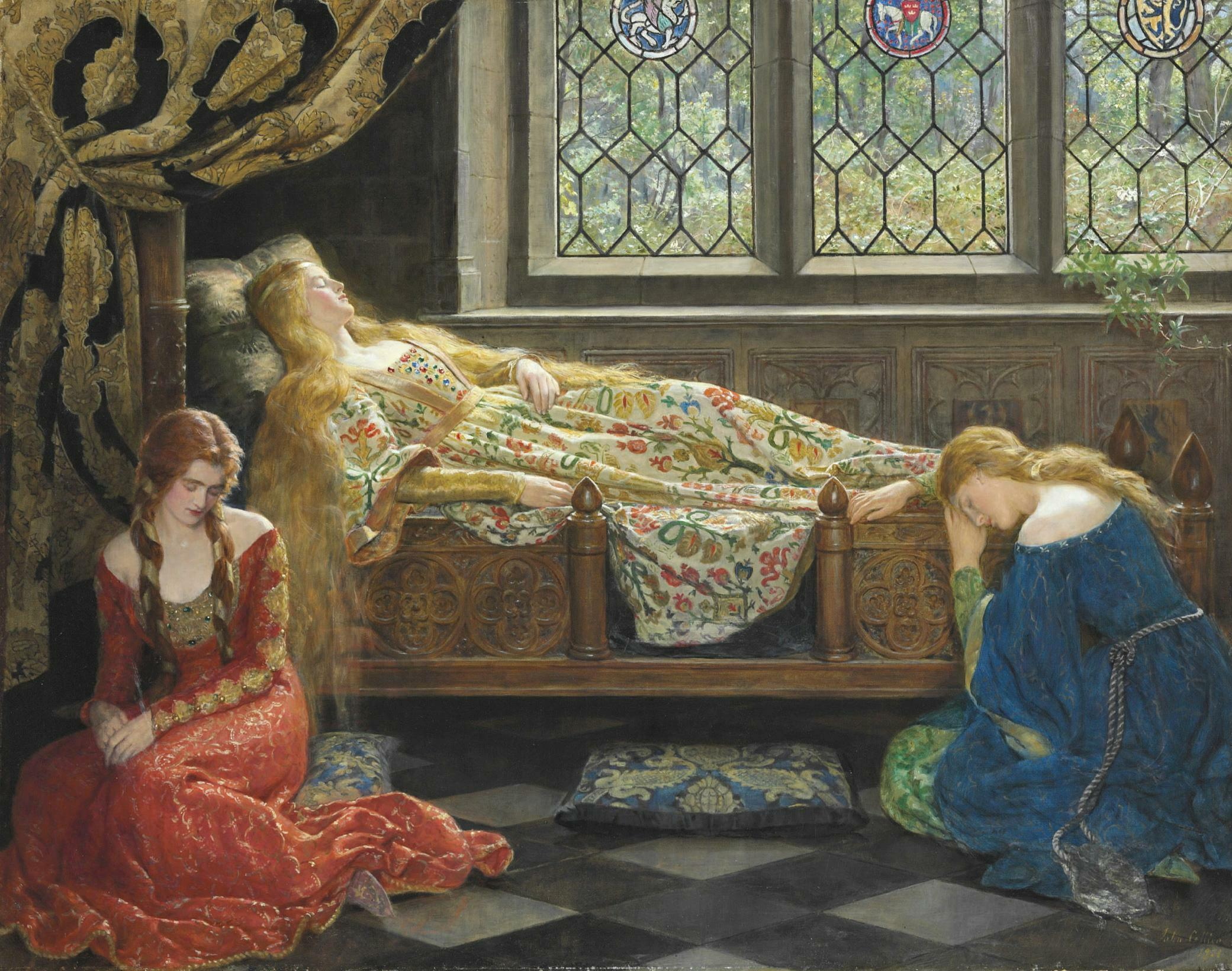
La bella addormentata nel bosco, rappresentazione visiva dipinta da John Collier nel 1921.

### Cinema
- La belle au Bois-Dormant (1902), diretto da Lucien Nonguet e Ferdinand Zecca.
- La Belle au bois dormant (1908), diretto da Lucien Nonguet e Albert Capellani.
- Dornröschen (1917), diretto da Paul Leni.
- Dornröschen (1929) diretto da Dorothy Douglas.
- Dornröschen (1936) diretto da Alf Zengerling.
- Dornröschen (1941), film in stop-motion diretto da Ferdinand Diehl.
- The Sleeping Princess (1939), cortometraggio d'animazione di Burt Gillett.
- Prinsessa Ruusunen (1949), di Edvin Laine con Tuula Ignatius, Martti Katajisto e Mirjam Novero.
- Dornröschen (1955), di Fritz Genschow con Angela von Leitner, Gert Reinholm e Karin Hardt.
- La bella addormentata nel bosco (Sleeping Beauty) (1959), film d'animazione di Walt Disney.
- La bella addormentata (Спящая красавица) (1964), di Apollinarij Ivanovič Dudko e Konstantin Sergeev, trasposizione del balletto.
- Dornröschen (1971), di Walter Beck con Juliane Koren, Burkhard Mann e Helmut Schreiber.
- Qualcuno lo chiama amore (Some Call It Loving) (1973), di James B. Harris ispirato alla fiaba.
- Come si svegliano le principesse (Jak se budí princezny) (1977), di Vaclav Vorlicek con Marie Horáková, Milena Dvorská e Jan Hrusinsky.
- La bella addormentata (Nemuri hime) (1983), cortometraggio anime della serie Le più famose favole del mondo (Sekai meisaku dōwa manga shirīzu) della Toei Animation.
- La bella addormentata (Sleeping Beauty) (1987), di David Irving con Morgan Fairchild, Tahnee Welch e Sylvia Miles.
- La bella addormentata (Šípková Růženka) (1989), di Stanislav Párnichý con Gedeon Burkhard, Danka Dinková e Judy Winter.
- Ibara hime matawa Nemuri hime (1990), cortometraggio nippo-cecoslovacco di Kihachiro Kawamoto animato in stop-motion.
- La bella addormentata (Sleeping Beauty) (1991), cortometraggio d'animazione direct-to-video dell'American Film Investment.
- La bella addormentata (1995), film d'animazione direct-to video di Toshiyuki Hiruma.
- Sleeping Betty (2008), cortometraggio di Claude Cloutier.
- Sleeping Beauty (2011), di Julia Leigh ispirato alla fiaba.
- Maleficent (2014), di Robert Stromberg con Angelina Jolie e Elle Fanning.
- Sleeping Beauty (2014), di Casper Van Dien con Grace Van Dien e Catherine Oxenberg.
- The Curse of Sleeping Beauty (2016) di Pearry Reginald Teo con India Eisley.
- Maleficent - Signora del male (2019) di Joachim Rønning, sequel di Maleficent.

### Fumetti
- Fables, serie a fumetti, dove la protagonista della fiaba è uno dei personaggi principali.

### Videogiochi
- Nella serie di videogiochi Kingdom Hearts, la strega Malefica è uno dei principali antagonisti nel videogioco. Inoltre Aurora è, insieme ad altre principesse Disney, una delle Principesse del Cuore, catturate proprio da Malefica.
- Nel primo capitolo di Dark Parables, intitolato proprio Curse of Briar Rose, il giocatore dovrà indagare sulla vera storia de La bella addormentata nel bosco.
- Little Briar Rose è un'avventura grafica che prende ispirazione dall'omonima fiaba nella versione dei fratelli Grimm.

### E-book
- La bella addormentata - Edizione Mursia, collana Beccogiallo.